# Биньямин (бригада)
Бригада «Биньямин» (ивр. חטיבת בנימין‎, также известная как «Бригада защитников Иерусалима» или «Бригада Рамаллы») — территориальная бригада Армии обороны Израиля, роль которой заключается в защите секторов Рамаллы, Эль-Биры и окрестностей Иерусалима .

## История
Бригада «Биньямин» была создана 4 ноября 1981 года, когда израильское военное командование на территориях, которому были поручены как вопросы безопасности, так и забота о гражданском населении, было разделено. Была создана Гражданская администрация, в обязанности которой входит забота о гражданских нуждах палестинского населения, находящегося под контролем Израиля. Военные губернаторы в каждом округе стали офицерами гражданской администрации, их полномочия были сокращены, и они потеряли контроль над вопросами безопасности. При этом были созданы три области: Иудея, Биньямин и Самария, командиры которых — офицер в звании подполковника — занимаются вопросами постоянной охраны и подчиняются командующему округа Иудеи и Самарии в звании «Алуф мишне» (полковник).
После первой интифады дислокация ЦАХАЛа была расширена и была создана дивизия «Иудеи и Самарии» (вместо бригады «Иудея и Самария»). «Район Биньямин» стал «бригадой Биньямин» во главе с офицером в звании полковника. В то же время бригада Эфраим также была отделена от бригады Биньямин. Бригаде Эфраим была поручена ответственность за район Калькилии.
В январе 2018 года бригада Биньямин получила ответственность за всю территорию вокруг Иерусалима, включая кварталы Иерусалима за забором, а также Абу-Дис, Азарию и другие палестинские деревни, находившиеся под ответственностью бригады Эцион . Бригада Эфраим получила ответственность за север и запад своего района, бригада Биньямин стала отвечать за район Гуш-Тальмоним, чтобы дать ей возможность выполнять свои новые задачи.

### Известные события с солдатами бригады
- Линчевание в Рамалле —12 октября 2000 года два израильских резервиста случайно заехали на машине в Рамаллу. Эти двое были арестованы палестинской полицией и доставлены в городской полицейский участок. Толпа арабов вторглась в полицейский участок и вместе с палестинскими полицейскими забила их обоих до смерти.
- Теракт в Вади Харамия (2002) — теракт, в результате которого палестинский снайпер убил семерых солдат и трех мирных жителей на «перекрестке британской полиции» на шоссе 60.
- Операция «Защитная стена» — весной 2002 года по всей Иудее и Самарии была проведена операция «Защитная стена», которая серьёзно повредила террористическую инфраструктуру, и привела к второй интифаде. В секторе Биньямин войска Армии обороны Израиля захватили Мукату, центр управления Ясира Арафата, сразу после начала операции. Армия обороны Израиля захватила в Рамалле много разыскиваемых террористов и много оружия, и, таким образом, боевой состав террористических группировок в Рамалле фактически упал. В соседнем городе Бетани была осаждена штаб-квартира Джибриля Раджуба, начальника Службы превентивной безопасности ПНА, который собрал силы численностью 4000 боевиков, которые не участвовали в атаках. В конце осады палестинские боевики были вынуждены сдаться, а штаб был разрушен силами Армии обороны Израиля. В документах, изъятых на месте, было обнаружено много компрометирующих материалов.
- План одностороннего размежевания — в январе 2005 года 34 офицера запаса бригады, в том числе четыре командира батальона, объявили, что откажутся выполнять приказ об эвакуации[3]. Пятеро из них, которые организовали инициативу, были уволены из Армии обороны Израиля[4].
- 7 сентября 2011 года неизвестные проникли в штаб бригады, прокололи шины 12 автомобилей, перерезали кабели и распылили надписи против бригадного генерала Саара Цура[5][6].
- 3 июля 2015 года автомобиль командира бригады Исраэля Шумера был атакован камнями палестинцев. Он вышел из машины и застрелил одного из нападавших[7]. 10 апреля 2016 года главный военный прокурор решил закрыть дело по этому вопросу[8].

## Структура и задачи бригады
Бригада защитников Иерусалима отвечает за территорию, которая простирается от Иерусалима на юге до района Ариэля на севере и имеет ширину около двадцати километров. В зоне действия бригады находится город Рамалла, а также около девяноста арабских деревень (среди них Сильвад, Бир-Зейт, Кфар-Акаб и Аль-Бира) и четыре лагеря беженцев. В сектор также входят более тридцати еврейских поселений (в том числе Бейт-Эль, Эли, Офра, Шило и Гуш-Шилоах, Кохав-ха-Шахар, Кохав-Яаков и Альмон).
В 2004 году, во время второй интифады, в составе дивизии Иудеи и Самарии было создано седьмая территориальная бригада— бригада «Маккаби» — с целью поддержания линии сопряжения территорий в районе Модиина. Несколько лет спустя бригада «Маккаби» была объединена с бригадой «Биньямин».
Для этого подразделения характерно наличие множества дорог, общих для евреев и арабов, наиболее известными из которых являются шоссе 60 и шоссе 465, которые используются в качестве места для палестинского терроризма (бросание камней и коктейлей Молотова), а также ножевых нападений. На протяжении многих лет этому сектору также приходилось сталкиваться с более серьёзными нападениями, а в районе Иерусалима он имеет дело с преступниками.

### Структура бригады
Штаб бригады расположен в поселке Бейт-Эль, рядом со штабом дивизии Иудеи и Самарии. В состав штаба входят около трехсот солдат регулярной службы, которые служат в разных подразделениях: оперативном отделе, отделе разведки, отдел связи, отдел медицины, отдел логистики, подразделение боевых инженеров, а также роты водителей и следопытов.
В подчинении бригады находятся 4 резервных батальона. 3 легких пехотных батальона, отвечающих в случае чрезвычайной ситуации за различные участки бригады — 7114, 7035, 43 и батальон пространственной обороны, отвечающий за оборону населенных пунктов. Кроме того, имеются 3 постоянные роты пограничной стражи (МАГАВ), которые отвечают за повседневную безопасность на участке бригады. Бригада также управляет территориальной обороной в помощью батальона обороны района, находящегося под её командованием, и силами гражданской обороны. дневные координаторы безопасности и местные патрули), присутствующие в каждом населенном пункте.

### Эмблема бригады
На эмблеме бригады «Биньямин» изображен лев, символ Центрального командования, а на заднем плане — горы Биньямин, и бело-голубые полосы — цвет израильского флага. На эмблеме изображена лестница из сна Иакова, действие которого происходило в Бейт-Эле, где расположен штаб бригады. Кроме того, присутствуют солнце и луна как напоминание об рассказе Иисуса Навина о «солнце в Гаваон Доме и луне в Эмек Аялоне».

## Командиры бригады
| Имя               | Срок полномочий             | Примечания                                                                                  |
| ----------------- | --------------------------- | ------------------------------------------------------------------------------------------- |
| Хай Адив          | 1987 — 1989                 | Позже мэр Ход-ха-Шарона                                                                     |
| Ифтах Рон Таль    | 1989 — 1990                 | Позже командующий сухопутным войсками                                                       |
| Муни Хорев        | 1990 — 1991                 | Позже командир дивизии «Амуд-ха-Эш»                                                         |
| Шамай Ран         | 1991 — 1992                 | Позже начальник штаба для специальных миссий                                                |
| Эби Ротштейн      | 1992 — 1993                 | Позже командир базы «Бисламах»                                                              |
| Нимрод Ран        | 1993 — 1995                 | Позже командир бригады «Барам» и командир базы «Бисламах»                                   |
| Эфи Идан          | 1995 — 1997                 | Позже командир дивизии «Эдом» и начальник штаба Южного военного округа                      |
| Йоси Хайман       | 1997 — 1999                 | Позже начальник стратегического отдела в Управлении планирования Генштаба                   |
| Галь Хирш         | 1999 — 2001                 | Позже командир дивизии «Ха-Галиль»                                                          |
| Илан Паз          | 2001 — 2002                 | Позже глава гражданской администрации Иудеи и Самарии                                       |
| Рони Нума         | 2002 — 2004                 | Позже главнокомандующий Центральным военным округом                                         |
| Мики Эдельштейн   | 2004 — май 2006             | Позже атташе Армии обороны Израиля в США                                                    |
| Амир Абулафия     | Май 2006 — май 2008         | Позже начальник Управления планирования Генштаба                                            |
| Авив Решеф        | Май 2008 — июль 2010        |                                                                                             |
| Саар Цур          | Июль 2010 — июль 2012       | Позже командир Национального центра учений                                                  |
| Йоси Пинто        | Июль 2012 — сентябрь 2014   | Позже командир бригады спасения и обучения                                                  |
| Израэль Шумер     | Сентябрь 2014 — август 2016 | Позже командир дивизии «Ха-Мапац»                                                           |
| Юваль Газ         | Август 2016 — Май 2018      |                                                                                             |
| Шарон Асман       | Май 2018 — август 2019      | Позже командующий бригадой «Нахаль»                                                         |
| Йонатан Штейнберг | Август 2019 — август 2021   | Позже командир бригады «Нахаль». Погиб в бою во время внезапного нападения ХАМАС на Израиль |
| Элиаб Эльбаз      | Август 2021 — Август 2023   |                                                                                             |
| Лирон Битон       | Август 2023 — н. в.         | Нынешний командир бригады                                                                   |